# Dławik przeciwzwarciowy

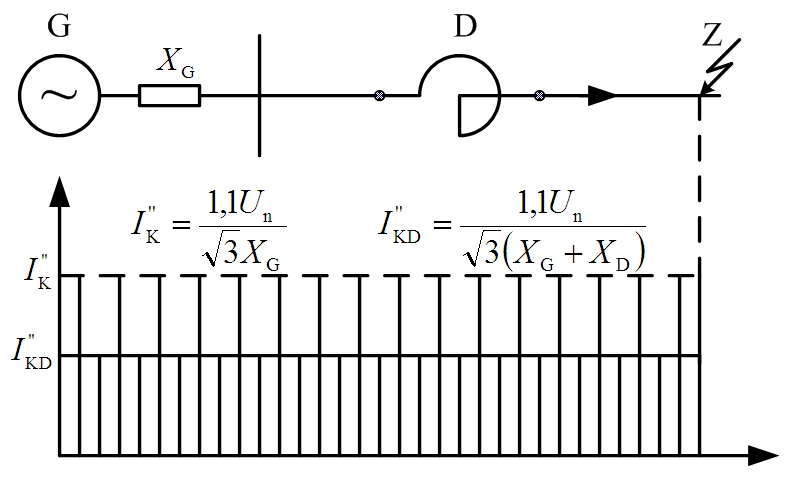
Działanie dławika przeciwzwarciowego.

Dławik przeciwzwarciowy – aparat elektryczny włączany szeregowo do toru prądowego w celu ograniczenia prądu zwarciowego. Jest dwójnikiem elektrycznym o charakterze indukcyjnym. W starszych publikacjach często jest nazywany dławikiem zwarciowym. 
Zarówno nazwa dławik przeciwzwarciowy jak i dławik zwarciowy nie oddają istoty jego działania. Pierwsza sugeruje, że element ten eliminuje występujące zwarcie, natomiast druga, że powoduje zwarcie. Z działania tego aparatu wynika, że prąd zwarcia jest w pewnym stopniu obniżany. Z tego względu najodpowiedniejszą nazwą wydaje się być dławik ograniczający wartość prądu zwarciowego, co potwierdza również tłumaczenie z języka angielskiego gdzie element ten nosi nazwę current-limiting reactor.

## Działanie
Rezultatem obecności dławika w obwodzie jest zwiększenie wypadkowej impedancji toru prądowego, dzięki czemu dochodzi do obniżenia początkowego prądu zwarcia. Wymagane i spodziewane działanie objawia się więc tylko i wyłącznie w czasie szybkiego wzrostu natężenia prądu spowodowane zazwyczaj zwarciem. Podczas normalnej pracy przewodzi prąd ciągły linii wskutek czego powstają straty mocy, dodatkowe spadki i wahania napięcia.
Działanie ograniczające prąd zwarcia jest wywołane reakcją dławika. Podczas przepływu prądu zwarciowego powstaje na nim duży indukcyjny spadek napięcia, wskutek czego napięcie przyłożone do obwodu zwarciowego zostaje wydatnie obniżone. Tym samym prąd w obwodzie zwarciowym staje się mniejszy.
Dławiki do ograniczania prądów zwarciowych stosowane są wówczas gdy w określonej części sieci układu elektroenergetycznego istnieje konieczność obniżenia parametrów zwarciowych elementów sieci (łączników, szyn, kabli, przekładników prądowych i osprzętu). Krajowe zastosowanie dotyczyło sieci średniego napięcia, w tym głównie miejskich linii kablowych. Sieci dużych miast mają stosunkowo małe opory pozorne co wynika z faktu, że na małym obszarze przesyłane są dość duże moce. Natomiast przewaga stosowania w liniach kablowych wynika z większej wartości prądów zwarcia. W liniach napowietrznych bowiem prądy zwarcia są mniejsze co wynika z ich większych reaktancji indukcyjnych w stosunku do linii kablowych.

## Budowa
Dławiki przeciwzwarciowe budowane są jako cewki powietrzne bez rdzenia magnetycznego. Brak rdzenia jest niezbędny do zapewnienia stałej indukcyjności (reaktancji) niezależnie od wartości przepływającego prądu. Obecność rdzenia ferromagnetycznego uzależniłaby indukcyjność dławika od wartości prądu. Jej wartość byłaby duża przy prądzie zbliżonym do znamionowego. Natomiast przy prądzie zwarciowym - ze względu na nasycenie rdzenia i zmniejszenie przenikalności magnetycznej - zmniejszyłaby się jej indukcyjności, a w rezultacie reaktancja dławika. 
Z tego względu zastosowanie dławika z rdzeniem do ograniczania prądu zwarciowego byłoby bezcelowe, gdyż zmiana jego właściwości byłaby odwrotna od zamierzonej. A sam rdzeń byłby ponadto dodatkowym źródłem strat mocy i energii wskutek prądów wirowych i histerezy.
Dławiki buduje się jako jednofazowe, które łączy się w zestawy trójfazowe, lub rzadziej od razu jako trójfazowe. W rozważaniach jednak zawsze zakłada się, że ma się do czynienia z dławikami trójfazowymi. Cewki poszczególnych faz dławika ustawia się pionowo (jedno na drugiej) lub poziomo. Najczęściej spotykane było ustawienie pionowe, ponieważ dławik zajmował o wiele mniej miejsca. W ustawieniu pionowym w celu zmniejszenia sił elektrodynamicznych, występujących przy zwarciach, dławik środkowy jest nawinięty w przeciwnym kierunku niż dwa skrajne. Układ poziomy natomiast stosowano w przypadku dławików dużych mocy oraz jeśli ustawienie pionowe było zbyt wysoką konstrukcja i przewyższało wysokość pomieszczenia (około 3 m). Obecnie nowoczesne napowietrznie instalowane dławiki przeciwzwarciowe najczęściej ustawiane są poziomo. 
Podstawowym elementem dławika przeciwzwarciowego jest uzwojenie wykonane z przewodu miedzianego o odpowiednio dużej średnicy przekroju zależnej od prądu znamionowego dławika. W większości przypadków składa się z nawiniętych spiralnie płaskich cewek ułożonych współosiowo albo może być nawinięte w kilku warstwach na konstrukcji betonowej lub porcelanowej. Konstrukcje betonowe dławików stosowane były głównie dla zapewnienia odpowiedniej wytrzymałości mechanicznej. Główną wadą ich stosowania to przede wszystkim duża masa dławika, która w przypadku dławików stosowanych w kraju sięgała 2500 kg. W nowych konstrukcjach zastępuje się beton żywicą epoksydową lub innym materiałem o dobrych właściwościach  mechanicznych i izolacyjnych, a jednocześnie stosunkowo lekkim. 
Ze względu na sposób chłodzenia dławiki budowane są jako suche lub olejowe.

## Historia
Po raz pierwszy dławik do ograniczania prądów zwarcia zastosowano w USA w 1908 roku. Dławiki zainstalowano w stacji Cos Cob Station of the New York, New Haven & Hartford Railroad. Dławiki te posiadały metalowe rdzenie które były bardzo ciężkie i duże. Rdzenie ponadto posiadały dość duże szczeliny powietrzne. Taka konstrukcja wynikała zapewne z faktu, że w tamtym czasie niewiele jeszcze wiedziano na temat konstrukcji dławików przeciwzwarciowych. Dławiki te były zbudowane przez firmę Westinghouse Electric & Mfg. Co.

## Eksploatacja dławików
Dławiki pod względem swojego stopnia zawodności nie wymagają bieżącej konserwacji jak w przypadku innych elementów sieci. Oględziny dławików najczęściej przeprowadza się podczas wykonywania ogólnych oględzin stacji i linii elektroenergetycznych.
Przeglądy dławików przeciwzwarciowych według norm powinny być przeprowadzane w ramach przeglądu urządzeń stacji, o ile na podstawie wcześniejszych oględzin nie stwierdzono konieczności wcześniejszego przeprowadzenia zabiegu doraźnego.
Typowy przegląd tego urządzenia powinien polegać na sprawdzeniu stanu izolacji i połączeń z urządzeniami stacji oraz:
- oczyszczeniu izolacji,
- sprawdzeniu styków i połączeń,
- pomiarze rezystancji izolacji.

Należy prowadzić kartotekę dławików, która powinna zawierać ich dane znamionowe, miejsce zainstalowania oraz wyniki przeprowadzanych oględzin, przeglądów oraz zabiegów konserwacyjnych i remontowych.